# Fairchilds
Fairchilds ist ein Dorf (Village) im Fort Bend County im Bundesstaat Texas in den Vereinigten Staaten. Bei der letzten Volkszählung im Jahr 2010 hatte Fairchilds 763 Einwohner, bei der offiziellen Schätzung im Jahr 2016 wurde die Einwohnerzahl auf 1077 geschätzt.

## Lage

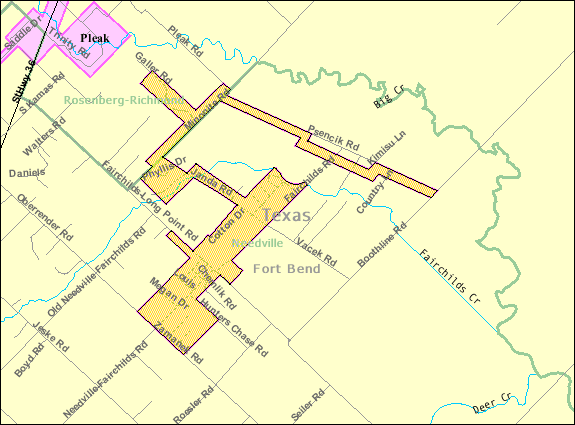
Karte mit den Ortsgrenzen von Fairchilds

Fairchilds liegt im Südosten des Bundesstaates Texas in der Metropolregion Greater Houston, rund sechs Kilometer nordöstlich von Needville, 14 Kilometer südlich von Rosenberg und 55 Kilometer südwestlich von Houston. Benachbarte Dörfer sind Pleak im Norden, Long Point im Südosten, Guy im Süden und Needville im Südwesten und Westen.
Fairchilds liegt an der Farm-to-Market Road 361, der Interstate 69 ist etwa zwölf Kilometer entfernt. In der Nähe von Fairchilds liegt der Big Creek, ein Nebenarm des Brazos River.

## Geschichte
Die erste Besiedelung durch europäischstämmige Siedler an der Stelle des Dorfes erfolgte um 1840, als sich Philo Fairchilds etwa anderthalb Kilometer südlich des heutigen Ortszentrums von Fairchilds niederließ. Im Jahr 1890 errichteten die deutschen Auswanderer Charles Blohm, August Bede und Theo Aderholz dort eine kleine Siedlung und benannten diese nach ihrem ersten Bewohner. 1896 gründeten Mennoniten eine Kolonie am Big Creek, in den folgenden Jahren begannen etwa 50 Familien, an dieser Stelle ein Dorf mit Straßennetz, Geschäften und zwei Schulen.
Um die Jahrhundertwende wurde Fairchilds von einer Malaria-Epidemie heimgesucht, im Jahr 1900 wurde die Siedlung vom Galveston-Hurrikan getroffen und vollständig zerstört. Die meisten Familien verließen den Ort daraufhin, lediglich zwei oder drei Mennonitenfamilien blieben und bauten den Ort wieder auf. 1912 erhielt Fairchilds eine Poststation, die jedoch bereits nach sechs Jahren wieder geschlossen wurde. 1933 gab es in Fairchilds drei Betriebe und 25 Einwohner, 1936 hatte Fairchilds bei gleicher Einwohnerzahl vier Betriebe, eine Schule und mehrere Farmen.
Für 1940 sind 75 Einwohner in Fairchilds verzeichnet, 1953 waren es 125. In den 1960er-Jahren waren keine Geschäfte in dem Dorf vorhanden. Im Jahr 1990 hatte Fairchilds 150 Einwohner und drei Geschäfte; zwei Lebensmittelgeschäfte und einen Reifenhändler. In den letzten 30 Jahren hat sich die Einwohnerzahl von Fairchilds fast verzehnfacht.

## Bevölkerung

### Census 2010
Beim United States Census 2010 hatte Fairchilds 763 Einwohner, die sich auf 255 Haushalte und 200 Familien verteilten. 78,4 % der Einwohner waren Weiße, 2,4 % Afroamerikaner und 0,3 % Asiaten; 17,2 % der Einwohner waren anderer Abstammung und 1,8 % hatten zwei oder mehr Abstammungen. Hispanics und Latinos jeglicher Abstammung machten 32,0 % der Gesamtbevölkerung aus.
In 63,1 % der Haushalte lebten verheiratete Ehepaare, 8,2 % der Haushalte setzten sich aus alleinstehenden Frauen und 7,1 % aus alleinstehenden Männern zusammen. 40,4 % der Haushalte hatten Kinder unter 18 Jahren, die bei ihnen wohnten und in 19,2 % der Haushalte lebten Senioren über 65 Jahre.
Das Medianalter lag in Fairchilds im Jahr 2010 bei 39,2 Jahren. 27,0 % der Einwohner waren jünger als 18 Jahre, 7,6 % waren zwischen 18 und 24, 25,0 % zwischen 25 und 44, 31,6 % zwischen 45 und 64 und 8,8 % der Einwohner waren 65 Jahre oder älter. 51,0 % der Einwohner waren männlich und 49,0 % weiblich.

### Census 2000
Beim United States Census 2000 lebten in Fairchilds 678 Einwohner in 211 Haushalten und 181 Familien. 89,97 % der Einwohner waren Weiße, 2,21 % Afroamerikaner, 0,29 % Asiaten, 0,15 % amerikanische Ureinwohner und 6,38 % anderer oder mehrerer Abstammungen. Zum Zeitpunkt der Volkszählung betrug das Medianeinkommen eines Haushaltes in Fairchilds 52.500 US-Dollar und das einer Familie 58.942 US-Dollar. Das durchschnittliche Pro-Kopf-Einkommen lag bei 16.653 US-Dollar. 4,4 % der Einwohner von Beasley lebten unterhalb der Armutsgrenze, darunter 7,7 % der minderjährigen Bevölkerung und keiner der Einwohner über 65 Jahren.